# القافلة تسير (فلم)
القافلة تسير (بالإنجليزية: The Caravan Continues - El kafela tassir) فيلم دراما، ومغامرات مصري لعام 1951، من تأليف وسيناريو وإخراج إبراهيم لاما، وكتب الحوار السيد زيادة. الفيلم من بطولة شادية، وسمير عبد الله لاما، وماجدة، وتدور الأحداث حول إلهام الفتاة الثرية، التي يستولى عمها على أموالها أثناء فترة الوصاية عليها، وعندما تنتهي الوصاية تقرر الزواج من شاب يكافح في حياته، وترفض ابن عمها، وتتقرب من الشاب المكافح سمير، ويحاول عمها التفريق بينهما.
صدر الفيلم إلى دور العرض المصرية في 2 يوليو 1951.
منح موقع قاعدة بيانات الأفلام العربية «السينما.كوم» الفيلم درجة 6.6/ 10.

## طاقم التمثيل
شادية: في دور إلهام (الشابة الثرية).
سمير عبد الله لاما: في دور سمير (الصحفي).
ماجدة: في دور ريا (الفتاة الأفريقية السمراء).
محمود المليجي: في دور حسن بك (عم إلهام).
بالاشتراك مع: عبد السلام النابلسي – ثريا فخري – رياض القصبجي – سعاد أحمد – عبد الحميد زكي – محمد الديب – أنور زكي.

## المخرج وبطل الفيلم
إبراهيم لاما (1904 – 1953) كاتب، ومخرج، ومنتج، ومصور فلسطيني ولد في تشيلي بأمريكا الجنوبية حيث هاجرت أسرته. شقيقه الأصغر هو الممثل بدر لاما (1907 – 1947). قدم الثنائي مجموعة أعمال سينمائية، وينسب لهم تقديم أول فيلم مصري صامت «قبلة في الصحراء» (تم إنتاجه عام 1927 في نفس وقت إنتاج الفيلم المصري الصامت «ليلى» للسينمائي التركي وداد عرفي، الذي صدر في نوفمبر 1927، بينما صدر فيلم لاما في يناير 1928، وهناك خلاف على تصنيف أيهما على أنه الفيلم المصري الطويل الصامت الأول). المخرج إبراهيم لاما أول من صَور في غابات واحراش السودان وكينيا وهناك صور فيلميه (الحلقة المفقودة ـ 1948، القافلة تسير ـ 1951)، وقد كتب مقالاً عن مغامراته في الأدغال وبين الوحوش، نشرته مجلة الكواكب.
فيلم «القافلة تسير» هو آخر أفلام المخرج إبراهيم لاما حيث اندلعت النيران والتهمت جميع محتويات استديوهات لاما بما في ذلك أشرطة الأفلام، ومات منتحراً بعد أن أطلق الرصاص على طليقته الشابة الحسناء اليونانية (إيزابيل كريما) ثم أطلق الرصاص على رأسه ليموت في سن 49 سنة.
بطل الفيلم هو الشاب سمير عبد الله لاما (1929 – 2004) ابن بدر لاما، وبدأ بطولة أفلام عمه إبراهيم بعد وفاة والده إثر ذبحة صدرية عام 1947 عن عمر يناهز 40 سنة، ووالدته جوزيفين جورج سركيس المعروفة باسم «بدرية رافت» فنانة وممثلة السينما والمسرح. قام ببطولة 6 أفلام في مصر، كان آخرها «القافلة تسير» غادر بعد ذلك إلى لبنان، وقام بالاشتراك في بعض الأفلام في فترة الستينات، ثم هاجر إلى أمريكا وعمل بالتجارة حتى وفاته.

## أحداث الفيلم
تقيم إلهام (شادية)، الفتاة اليتيمة الثرية، حفلاً بمناسبة عيد ميلادها ورفع الوصاية عنها. يتقدم أحد الشبان، أثناء الحفل، ويطلب إليها أن تعلن رأيها في مميزات من تنشده زوجها، وتصرح بأنها تنشد شاباً يضمن لنفسه مستقبلاً في خلال سنة، فيتقدم إليها عدد من الشباب، مما يدفع عمها، حسن بك (محمود المليجي)، وهو الرجل الذي استحل أموال ابنة أخيه مدة وصايته عليها، أن يعلن خطبة إلهام لولده الوحيد (فتحي) فترفض الفتاة، وهنا يظهر من بين المدعوين الشاب الصحفي سمير (سمير عبد الله لاما) طالباً يد الفتاة فلا ينال سوى السخرية من فتحي وحسن، ويسارع سمير بدفع ابن العم إلى خارج الحفل ويثأر لكرامته منه، وكان هذا الحادث سبباً في توطيد أواصر الصداقة بين سمير وإلهام. كان سمير دائم التفكير في مستقبله، ويقوم بعرض أمره على الأستاذ محب سكرتير تحرير جريدة الاسقتلال، التي يعمل بها، فينصحه بأن يتوجه إلى مهندس الري (فخر الزمان) ليلازمه في رحلته إلى منطقة البحيرات لدراسة مشروع (جونجيله للري)، ويوافق المهندس بعد جهد، وقبيل الرحيل يودع إلهام فتهديه قلادة بها مصحف وتتمنى له التوفيق.
يشد سمير والمهندس رحلهما إلى أواسط أفريقيا وفي الأحراش يلتقى سمير بفتاة مريضه سمراء تدعى «ريا» فيعالجها، ومن عادة هذه القبيلة أن من يشفي مريضة تصبح ملكه بدون معارضة، فيعود سمير ومعه ريا إلى معسكر القافلة وتظل معهم طوال الرحلة.
يلقى المهندس فخر الزمان حتفه بلدغة أفعى وتنشر الصحف خبر وفاته في مصر. يعمل سمير جاهداً على إتمام دراسة المشروع. يصل حسن بك النبأ في الجريد بوفاة سمير هو الأخر، ويطلع إلهام عليه فلا تصدق، وتصمم على السفر إلى تلك البقاع لتبحث عنه بنفسها، وهناك تلتقي باللبيرالالو فتجد في عنقه القلادة التي أهدتها لسمير قبل سفره، وتعود إلى مصر بلا أمل بعد تأكدها من موت فتى أحلامها، ولكن سمير يعود إلى مصر فيخبره الأستاذ محب بعقد قران إلهام على أبن عمها.

## وصلات خارجية
- مقالات تستعمل روابط فنية بلا صلة مع ويكي بيانات
- القافلة تسير على موقع الدهليز
- القافلة تسير على موقع كاروهات

https://www.masress.com/shbabmisr/4463 القافلة تسير (فيلم)
http://6060news.com/eg/Story/Details/48742903 القافلة تسير (فيلم)
https://pulpit.alwatanvoice.com/articles/2013/04/06/290468.html القافلة تسير (فيلم)